# Hollins (Alabama)
Hollins est un census-designated place situé dans l’État américain de l'Alabama, dans le comté de Clay.

## Démographie
| 1890 | 1900 | 1910 | 2000 | 2010 | - |
| ---- | ---- | ---- | ---- | ---- | - |
| 422  | 238  | 688  | 545  | 494  | - |